# LNER Class A4 4464 Bittern
LNER Class A4 4464 Bittern (с англ. — «выпь») — паровоз London and North Eastern Railway типа 2-3-1 серии А4. Построен в 1937 году на Донкастерском заводе. 10 октября 1948 года после национализации железных дорог передан British Railways. Проект разработал конструктор Найджел Грезли, к той же серии относится более известный паровоз Mallard, являющийся обладателем рекорда скорости среди паровозов. Bittern сохранён для истории в числе шести паровозов своей серии и в начале XXI века продолжал использоваться для поездок.

## Ливреи
Как и другие паровозы серии, Bittern сменил несколько окрасок. При поступлении в эксплуатацию 18 декабря 1937 года он получил синюю ливрею, которая на тот момент являлась стандартной для локомотивов Class A4. 14 ноября 1941 года он был перекрашен в военный черный цвет с буквами LNER на тендере. 22 мая 1943 года тендер был дополнительно закрашен: остались только буквы NE. Иногда утверждалось, что это должно было сбить с толку шпионов, но согласно общепринятой точке зрения это делалось с целью экономии дефицитных материалов и трудовых ресурсов путём сокращения количества букв вдвое. Менее правдоподобной считается версия, что буквы символизировали North Eastern Railway, c которой пришёл тогдашний главный механик Эдвард Томпсон. Bittern носил чёрный цвет до 7 марта 1947 года, после чего был перекрашен в синий цвет с красно-белыми полосами. 28 июля 1950 года паровоз получил цвет British Railways: тёмно-синий с чёрно-белыми полосами. 12 февраля 1952 года Bittern был перекрашен последний раз — в зелёный цвет.
В ливрее паровоза имелись некоторые отличия от остальных паровозов серии. На некоторых Class А4 шильдики имели красный фон вместо чёрного, у Bittern такая деталь была замечена примерно в 1966 году. В финальной зелёной ливрее также имелись вариации: обычно чёрно-белые линии не рисовались в области топки, но у Bittern, как и других паровозов серии, базировавшихся в Дарлингтоне, линии продолжались и в этом месте.
На некоторых Class A4 название депо указывалось справа, если смотреть на паровоз спереди. Примерно в 1949 году Bittern носил название депо Гейтсхед, а в конце 1960-х — Феррихилл в Абердине.

## Техническое описание
Как и большинство других Class A4, Bittern был оснащен боковыми юбками и одинарной трубой. Юбки были сняты во время капитального ремонта, проведённого с 22 сентября по 14 ноября 1941 года. 6 сентября 1957 года вместо оригинальной была установлена двойная труба системы Kylchap. 13 декабря 1958 года паровоз оснастили системой предупреждения AWS. В 1950 году Bittern было установлено пылезащитное устройство для тележек. 6 сентября 1960 года добавлен индикатор скорости.
За время эксплуатации Bittern сменил четырнадцать котлов: № 9020 (новый), № 9025 (от № 4469 Sir Ralph Wedgewood , который был уничтожен бомбой в депо Йорка во время воздушного налета люфтваффе; с 23 января 1941 года); № 9018 (от № 4462, с 22 мая 1943 года); № 8952 (запасной, с 14 октября 1948 года); № 8905 (от № 60011, с 28 июля 1950 года); № 29317 (новый, с 12 февраля 1952 года); № 29298 (от 60020 Guillemot, с 12 июня 1953 года); № 29279 (от № 60009 Union of South Africa, с 30 ноября 1954 года); № 29320 (от № 60020 Guillemot, с 25 мая 1956 года); № 29315 (от № 60022 Mallard, с 6 сентября 1957 года); № 29319 (от 60009 Union of South Africa, с 13 декабря 1958 года); № 29355 (новый, с 16 марта 1960 года); № 27971 (от № 60017 Silver Fox, с 27 апреля 1962 года); № 29332 (запасной, с 24 марта 1965 года).
В течение всей эксплуатации паровоз использовал один тендер — № 5638, без коридора. Во время капитального ремонта, после которого паровоз в 2007 году вернулся на линию, тендер был перестроен в коридорный тендер.

## Эксплуатация
Первоначально Bittern был приписан к Хитоне в Ньюкасле и использовался в качестве локомотива «Летучего шотландца» на участке между лондонским вокзалом Кингс-Кросс и Ньюкаслом. В начале первый же год паровоз пострадал в столкновении, что потребовало провести ремонт на Донкастерском заводе с 3 по 4 января 1938 года. 28 мая 1943 года Bittern был переведен в Гейтсхед. Во время Второй мировой войны движение именных экспрессов было прекращено, Bittern перекрасили в чёрный цвет и направили на перевозку удлинённых, и потому более тяжёлых, пассажирских поездов. В военные годы паровозы серии использовались и для грузовых составов, включая угольные поезда. Тяжелые грузы и плохие условия обслуживания привели к тому, что к концу войны локомотивы Class А4 пришли в плохое состояние.
Окончание войны и национализация позволили улучшить обслуживание и перевести паровозы серии на прежнюю работу со скоростными экспрессами. Перекрашенный в зелёный цвет Bittern водил поезд Talisman от Кингс-Кросс до Эдинбурга. 28 октября 1963 года он был переведён в депо St. Margarets. Работа на новом месте продолжалась недолго, так как паровая тяга заменялась на тепловозную, и вскоре Bittern направили в Шотландию на консервацию. 10 ноября 1963 года он снова вернулся в эксплуатацию в депо Феррихилл в Абердине и водил поезда из Эдинбурга в Глазго. На этом маршруте паровоз проработал три года и провёл последний поезд из Глазго в Эдинбург, таким образом завершив 30-летнюю службу.
Паровоз был выведен из эксплуатации 3 сентября 1966 года. Во время покупки для дальнейшего сохранения у Bittern были обнаружены серьёзные проблемы, включая трещины в раме. British Railways знала о них, но проводила лишь текущий ремонт, так как прекращение использования паровой тяги делало капитальный ремонт экономически нецелесообразным.

## Сохранение
Bittern был продан Джеффу Друри 12 сентября 1966 года. Первоначально его использовали в депо в Йорке (в настоящее время — Национальный железнодорожный музей) для различных поездок, но повреждённая рама и другие признаки долгой эксплуатации вскоре положили конец использованию по прямому назначению. Взамен в 1968 году Друри приобрел у British Railways паровоз LNER Peppercorn Class A2 60532 Blue Peter.
Оба паровоза были переведены в Динтингский железнодорожный центр возле Глоссопа. Ни один из локомотивов не имел после этого большого пробега, и в конце 1987 года их взяла в долгосрочную аренду North Eastern Locomotive Preservation Group. Blue Peter был переведен на завод Imperial Chemical Industries в Уилтоне и отреставрирован, получив разрешение на эксплуатацию на основной магистрали в декабре 1991 года. Bittern, требовавший более серьёзного ремонта, прошёл косметическую реставрацию и превращён в копию № 2509 Silver Link. В таком виде он был выставлен в Железнодорожном музее Стивенсона в Ньюкасле.
Локомотив выставлялся в Национальном железнодорожном музее в Йорке, и 3 июля 1988 года оказался на открытой площадке вместе с другими сохранившимися представителями Class A4: № 4468 Mallard и № 4498 Sir Nigel Gresley. Mallard только что вернулся из поездки в Донкастер, а Sir Nigel Gresley выпускал пар, чтобы создать впечатление, что третий локомотив также под парами. В компании отсутствовал № 60009 Union of South Africa, так как в этот момент проходил капитальный ремонт. 5 июля 2008 года в Национальном железнодорожном музее в Йорке в честь к 70-летия Mallard были впервые выставлены вместе все четыре локомотива серии, сохранившиеся в Великобритании (ещё два локомотива были подарены США и Канаде).
В 1995 году паровоз был передан на Great Central Railway в Лафборо для восстановления до работоспособного состояния, но был произведён лишь частичный демонтаж. В 1997 году Bittern был куплен Тони Маркингтоном и доставлен в Саутхоллский железнодорожный центр, где в тот момент ремонтировался LNER Class A3 4472 Flying Scotsman. В 2000 году, когда было закончено восстановление Flying Scotsman, потребовавшее более 1 млн фунтов стерлингов, Маркингтон продал Bittern Джереми Хоскингу, который в январе 2001 года перевёз паровоз на Mid-Hants Railway в Хэмпшире для полного восстановления.
19 мая 2007 года Bittern впервые был поставлен под пары с 1970-х годов. В аутентичной зелёной ливрее British Railways и номером 60019 он провёл первый с 1970-х годов поезд 7 июля 2007. Реставрация и последующие испытания заняли более шести лет. С тех пор паровоз неоднократно использовался в поездках, включая рождественские мероприятия и выезды в качестве паровозика Спенсера, персонажа сериала «Томас и его друзья», в 2008 году.
Затем Bittern был направлен в депо Саутхолл в Лондоне, где паровоз оборудовали водяным тендером и вспомогательным вагоном от Flying Scotsman. На пути в Бристоль была проведена проверка тормозов и скорости, после чего паровоз получил официальный допуск на основную магистраль. Возвращение на линию состоялось 1 декабря 2007 года, локомотив тянул поезд из Кингс-Кросс в Йорк. В дальнейшем Bittern совершил несколько железнодорожных туров по Британии.

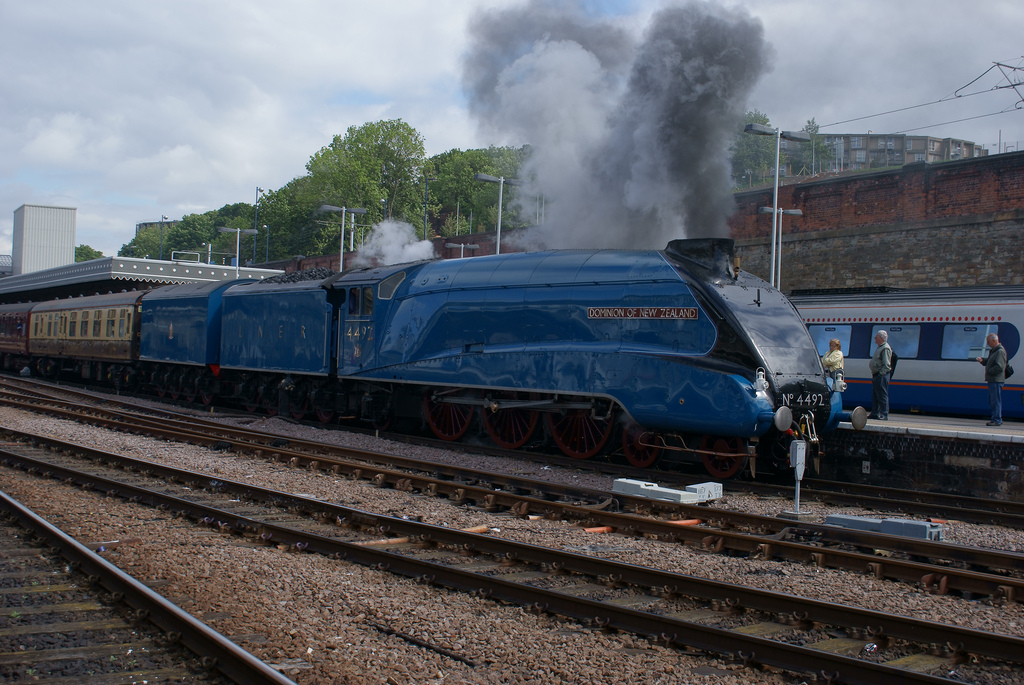
№ 4464 Bittern замаскированый под № 4492 Dominion of New Zealand по пути в Шеффилд. Обратите внимание на второй тендер.

25 июля 2009 года Bittern безостановочно прошёл 302,5 км от Кингс-Кросс до Йорка, используя второй тендер для дополнительного объёма воды. Спереди на нём была установлена реклама Brighton Belle, именного поезда, реставрацию которого начинал фонд 5BEL Trust. С учетом того, что в первом тендере имелось 5000 галлонов воды и уголь, а во второй тендере было только 9000 галлонов воды, считалось, что Bittern способен преодолеть около 400 rv; редкие остановки для проверок и перераспределение угля в тендере и топке были желательны в любом случае. Безостановочный переход по главной линии Восточного побережья последний раз совершил в 1968 года № 4472 Flying Scotsman, также со вторым тендером. В июне 2009 года в гонке Top Gear Race to the North из Лондона в Эдинбург использовался построенный в 2008 году паровоз № 60163 Tornado, который делал остановки для дозаправки водой, но не останавливался на станциях.

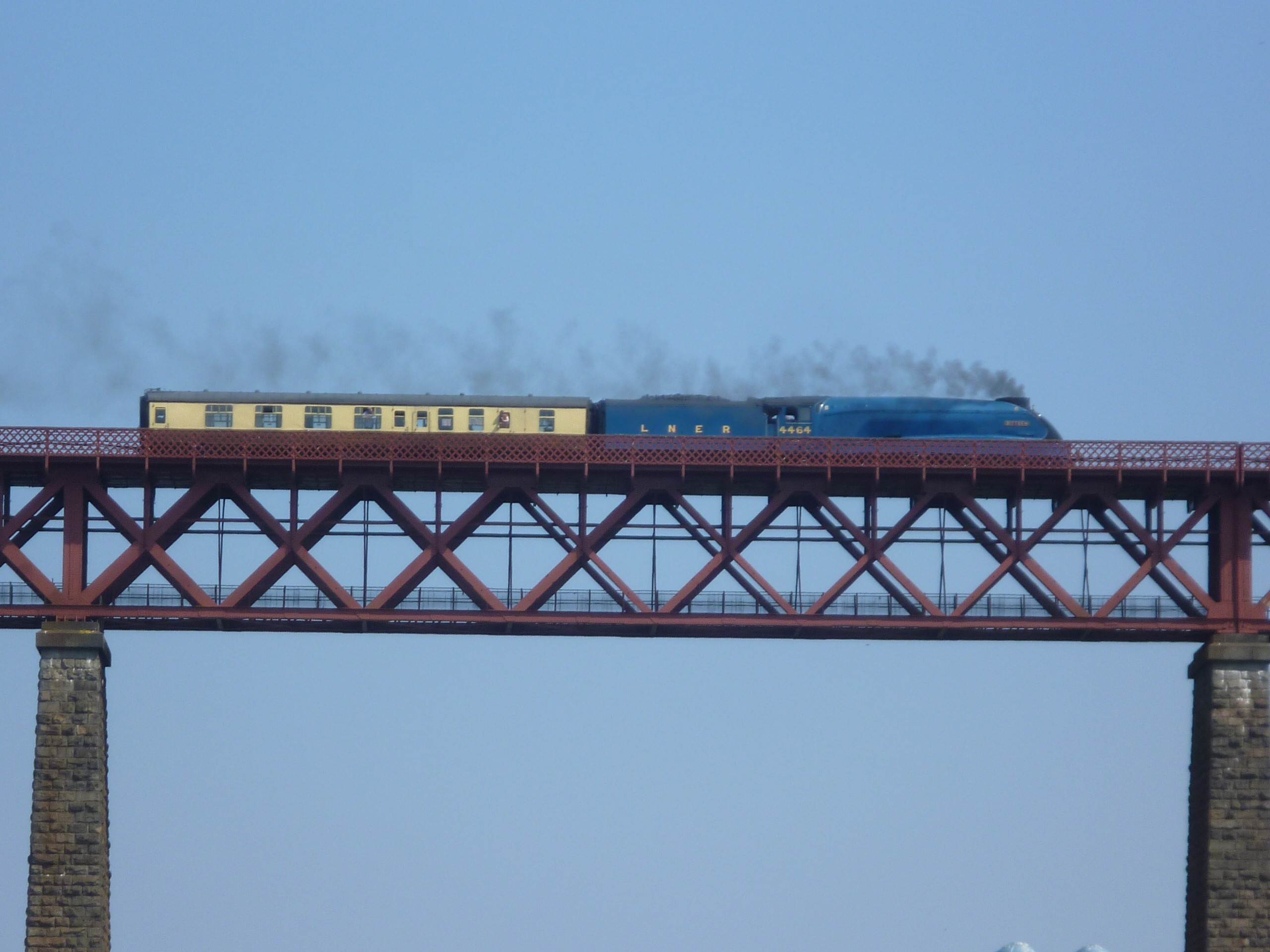
Bittern на мосту Форт-Бридж

Зимой 2010/2011 года локомотив прошёл техническое обслуживание, которое включало перекраску и перенумерацию, чтобы превратиться в № 4492 Dominion of New Zealand (BR № 60013). Оформление включало перекрашивание корпуса в синий цвет, установку оригинальных боковых юбок конструкции Грезли (их большая часть осталась с того времени, когда паровоз представлял № 2509 Silver Link) и окраску его колес в красный цвет. Поскольку у оригинального № 4492 был свисток с пятью тонами Государственных дорог Новой Зеландии, установленный вскоре после его ввода в эксплуатацию в 1937 году, соответствующий гудок был заимствован у Glenbrook Vintage Railway в Новой Зеландии.
Dominion of New Zealand был одним из пяти Class А4, названных в честь стран Содружества наций и предназначенных для работы с экспрессом The Coronation, названный в честь коронации короля Георга VI и королевы Елизаветы. Два из пяти паровозов, предназначенных для экспресса, сохранились: № 4489 Dominion of Canada в Канадском железнодорожном музее, и № 60009 Union of South Africa, принадлежащий Джону Кэмерону и регулярно появлявшийся на основной линии.
Чужую ливрею локомотив носил три года, вернувшись к своей оригинальной окраске с номером 4464 и именем «Bittern» золотыми буквами в 2012 году после зимнего обслуживания.
В честь 75-летия рекорда скорости, установленного Mallard в 1938 году, Bittern совершил три поездки по главной линии Восточного побережья, во время которых он стал первым из исторических локомотивов, которому позволили разогнаться выше 120 км/ч (75 миль в час). Руководство Network Rail, после строгих испытаний, позволило разогнать паровоз до 145 км/час (90 миль в час). Во всех поездках Bittern водил поезда в Йорка или из Йорка, чтобы одновременно принять участие в выставке в Национальном железнодорожном музее всех шести сохранившихся локомотивов Class A4, включая Mallard.
29 июня 2013 года Bittern установил новый рекорд скорости для исторических британских паровозов. По официальному замеру в кабине, локомотив достиг максимальной скорости 149,3 км/ч (92,8 миль в час) на участке у Арлси в Бедфордшире во время первой из трёх запланированных «скоростных» поездок, The Ebor Streak, от вокзала Кингс-Кросс до Йорка. Оставшиеся две поездки первоначально были запланированы на июль, но высокая температура летом, а также дальнейшие проблемы с погодой, привели к переносу пробега Tyne Tees Streak из Йорка в Ньюкасл и Capital Streak из Йорка в Лондон на 5 и 7 декабря 2013 года соответственно. Во время поездки Tyne Tees Streak паровоз побил свой собственный рекорд, установленный в июне, достигнув максимальной скорости 149,7 км/ч (93 мили в час).
В 2014 году на Bittern были установлены две памятные доски, подобными тем, что уже имелись на Mallard и Sir Nigel Gresley, в память о достижении скорости 90 миль в час. 1 января 2015 года, незадолго до истечения срока действия допуска на основную линию, паровоз был снова переведен на железную дорогу Mid-Hants Railway, где проработал в течение всего года, а затем был направлен на капитальный ремонт на London and North Western Railway в Кру.
По состоянию на май 2018 года Bitten ожидает ремонта, так как мастерская Crewe LSL в первую очередь готовит к возвращению на основную линию LNER Peppercorn Class A2 60532 Blue Peter и BR Standard Class 7 70000 Britannia.

## Модели
Bachmann выпустил модель в зелёном цвете British Railways. В 2013 году Hornby выпустил ограниченный тираж из 1000 моделей также в зелёном цвете с двумя тендерами — в соответствии с комплектацией для безостановочного пробега из Лондона в Йорк в 2009 году. В 2014 году был выпущен ещё более ограниченный набор из шести сохранившихся Class А4 в виде набора The Great Goodbye, в который вошёл и Bittern в синей ливрее и установленными боковыми юбками. В 2019 году Hornby выпустил ограниченную серию «1:1», в которой паровоз представлен в синей ливрее, с двумя тендерами и золотыми буквами.